# Iñaki González Zambrano
Iñaki González Zambrano (Fuente del Maestre, Badajoz, 27 de julio de 2004) es un futbolista español que juega en la demarcación de centrocampista en la U. D. Las Palmas de la Segunda División de España.

## Trayectoria
Se formó en las categorías inferiores de la Extremadura U. D., C. D. Badajoz llegando a debutar en primeros filiales de ambos equipo en Tercera Federación. En 2022 se incorporó al juvenil de la U. D. Las Palmas, haciendo la pretemporada con el primer equipo en el verano de 2023.
La temporada 2023-24 la inicia en Las Palmas Atlético de Tercera Federación, debutando ante la U. D. Tamaraceite el 10 de septiembre. El debut oficial con el primer equipo canario llegó el 31 de octubre de 2023 en Copa del Rey contra el C. D. Manacor. El 13 de enero de 2024 debutó en Primera División contra el Villarreal tras sustituir a Munir El Haddadi.
El 31 de julio de 2024 fue cedido por una temporada al Unionistas de Salamanca de la Primera Federación. Al finalizar la temporada volvió a la U. D. Las Palmas para realizar pa pretemporada.

## Clubes
Actualizado a 4 de mayo de 2025.
| Club                             | País   | Año       | Partidos | Goles |
| -------------------------------- | ------ | --------- | -------- | ----- |
| Extremadura U. D. "B"            | España | 2021      | 12       | 0     |
| C. D. Badajoz "B"                | España | 2022      | 2        | 0     |
| Las Palmas Atlético              | España | 2023-2024 | 32       | 1     |
| U. D. Las Palmas                 | España | 2023-2024 | 2        | 0     |
| Unionistas de Salamanca (cedido) | España | 2024-2025 | 31       | 0     |